# Голосові зв'язки
Голосові́ зв'я́зки (лат. plica vocalis) — еластичні утворення, розташовані в середній частині гортані. Один з найважливіших органів мовленнєвого апарату людини.

## Будова голосових зв'язок і формування голосу
Голосові зв'язки складаються з м'язової та сполучної тканини, що створює їхню підвищену пружність. Простір між голосовими зв'язками називають голосовою щілиною. Під тиском повітря, що виходить з легень, голосові зв'язки зближуються, натягаються і коливаються, від чого з'являється голос. Інша функція голосових зв'язок — перешкоджати потраплянню чужорідних тіл до бронхів і легень.

## Захворювання голосових зв'язок
При гострому запаленні гортані (ларингіті) слизова оболонка її та голосові зв'язки запалюються, збільшуються в розмірі, голосова щілина зменшується через це та набряк слизової оболонки, а іноді й повністю закривається, повітря ззовні не надходить до легень, людина починає задихатися. Це тяжке ускладнення найчастіше виникає раптово за вірусних, алергічних хвороб, перенапруження голосу, вдихання подразливих речовин, наприклад, тютюнового диму, і вимагає екстреної медичної допомоги. Тому якщо раптово з'являється охриплість голосу, особливо в дітей, потрібно негайно звернутися до лікаря-отоларинголога. Також окрім змін у голосових зв'язках може з названих причин виникати постійний набряк слизової оболонки, що призводить до захриплості та зміни тембру голосу — хронічного ларингіту, який в перспективі може призвести до раку гортані. На голосових зв'язках можуть утворюватися як злоякісні, так і доброякісні пухлини. Такі зміни голосу також потребують виключення онкологічних захворювань навколишніх органів, зокрема, щитоподібної залози.

## Лікування захворювань голосових зв'язок
Гострий набряк слизової оболонки гортані та голосових зв'язок лікують в умовах стаціонару, застосовуючи лікарські препарати, що знімають такий набряк. Хронічні ураженнях голосових зв'язок лікують, як правило, оперативно.